# Astragalus galbineus
Astragalus galbineus är en ärtväxtart som beskrevs av Maassoumi. Astragalus galbineus ingår i släktet vedlar, och familjen ärtväxter. Inga underarter finns listade i Catalogue of Life.